# Joseph Schuberth
Joseph Schuberth (ur. 19 czerwca 1779 w Nysie, zm. 12 sierpnia 1835 we Wrocławiu) – biskup rzymskokatolicki, biskup tytularny Canathy, biskup pomocniczy wrocławski w latach 1831–1835.

## Życiorys
Joseph Schuberth był synem radcy i sędziego Karla Josefa i jego żony Marianny z domu Mikusz. Ukończył gimnazjum Carolinum w Nysie. Później studiował teologię na Akademii Leopoldyńskiej we Wrocławiu. 13 listopada 1795 został kanonikiem kapituły katedralnej. 20 czerwca 1802 przyjął święcenia kapłańskie. Krótko był wikariuszem w Jaworze, a od października 1802 w Łopienicy. Od 1819 rezydował na Ostrowie Tumskim we Wrocławiu. Pełnił różne urzędy kościelne.
18 grudnia 1831 został wyświęcony na biskupa. Uroczystość odbyła się w kaplicy na zamku w Javorníku. Jako biskup pomocniczy udzielał święceń kapłańskich i przeprowadził wizytację w  archiprezbiteratach wleńskim, bolesławieckim, jeleniogórskim i kamiennogórskim. Prowadził działalność charytatywną. W swoim testamencie zapisał pieniądze na stypendia dla ubogich kleryków i różnych zakonów.
Zmarł na puchlinę wodną.